# Těšany
Těšany (en allemand : Tieschan) est une commune du district de Brno-Campagne, dans la région de Moravie-du-Sud, en République tchèque. Sa population s'élevait à 1 257 habitants en 2020.

## Géographie
Těšany se trouve à 8 km au sud de Újezd u Brna, à 22 km au sud-ouest de Brno et à 205 km au sud-est de Prague.
La commune est limitée par Újezd u Brna et Otnice au nord, par Bošovice et Borkovany à l'est, par Šitbořice au sud, et par Moutnice, Nesvačilka et Žatčany à l'ouest.

## Histoire
La première mention de la localité date de 1131.